# Манастир Намасија
Намасија је некадашњи српски православни манастир из средњег века, чији се остаци налазе у клисури реке Црнице, код села Забреге, североисточно од Параћина. Манастир, са црквом светог Николе, је највероватније подигнут у 15. веку и сматра се да је задужбина неког монаха, због чега се убраја међу најстарије монашке задужбине тзв. Моравске Србије (држава Хребељановића и Бранковића). Током осме деценије 20. века, од 1972. до 1979. године, манастирски комплекс је у целини археолошки истражен, а пронађени остаци су конзервирани.
Рушевине манастира Намасије се данас налазе под заштитом Републике Србије, као споменик културе од великог значаја, у склопу заштићене споменичке целине Петрушка област.

## Архитектура
Манастирска црква, посвећена светом Николи, је грађевина триконхоналне основе са правоугаоним нартексом и апсидама, које су споља тростране, а изнутра полукружне. Камена крстионица је направљена у североисточном делу наоса, док је на јужној страни нартекса, у 16. веку, дозидан параклис. Димензије цркве су 13.4m x 7.6m, са дебљином зидова од 80cm, док су димензије параклиса 5.3m x 2.6m, са 50 cm дебелим зидовима. Зидови цркве су данас сачувани до висине од 1m, а они у параклису до 1,3 метра висине.
За зидање цркве, коришћен је ломљени камен у кречном малтеру, уз који се јављају речни облуци, црвене боје. Кров је био покривен ћерамидом, док су црквени патос сачињавале плоче од пешчара.
У унутрашњости цркве, пронађени су фрагменти фресака. Остаци фигуре једног свеца се налазе у олтарској апсиди, док се бели фриз са палметама на црвеној подлози, датиран у XVI век, налази у параклису.